# أدولف إهرنروت

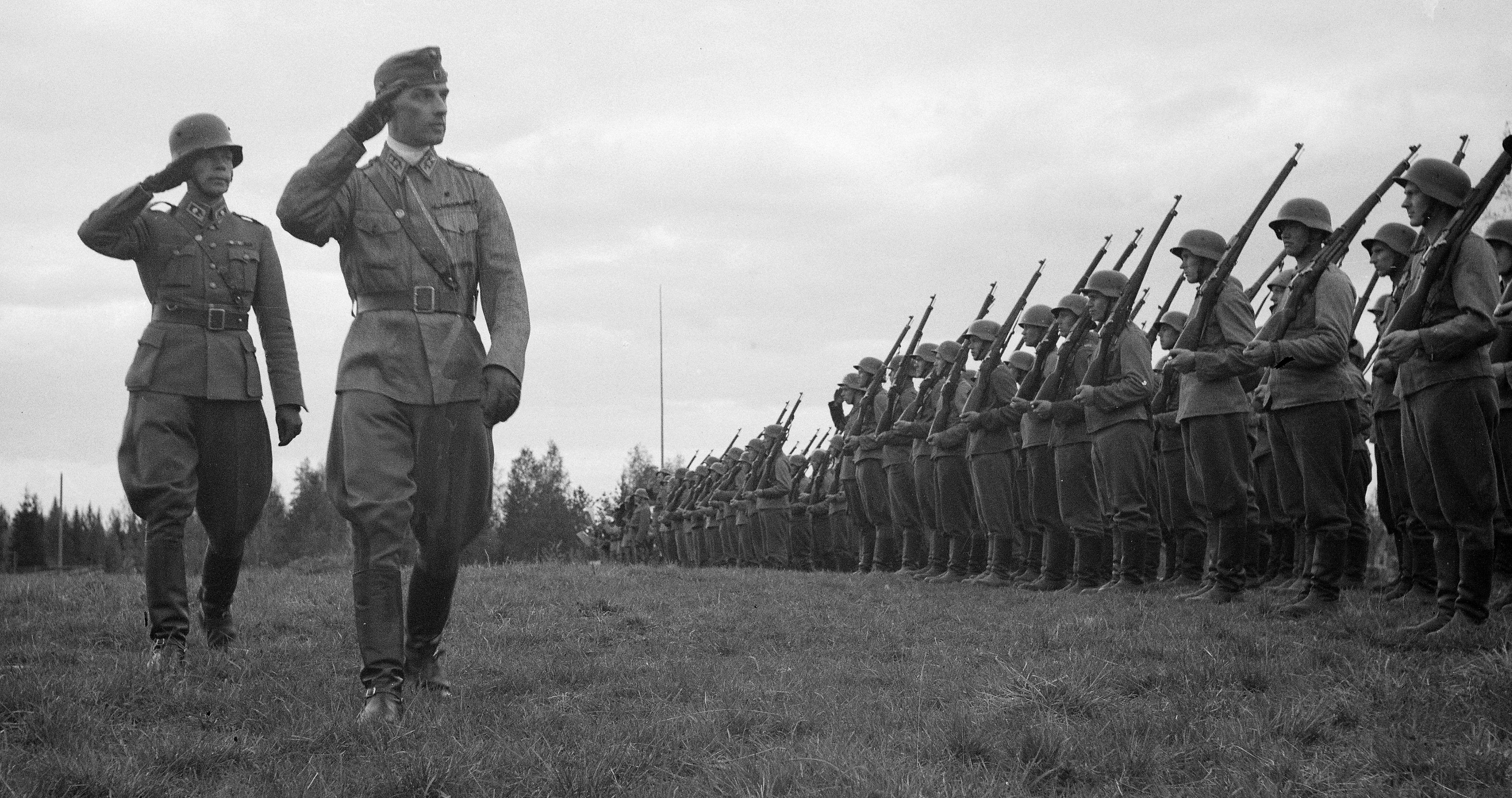
أدولف إهرنروت أيام قليلة قبل الهجوم الروسي في 4 يوليو 1944

أدولف إهرنروت (Adolf Ehrnrooth؛ هلسنكي، 9 فبراير 1905 - توركو، 26 فبراير 2004) جنرال فنلندي.
التحق إهرنروت بالكلية الحربية في عام 1922 وعمل في فوج أوسيما الفارس (Uudenmaan Rakuunarykmentti).
خدم خلال حرب الشتاء في صفوف الفرقة السابعة ولواء الفرسان. شغل منذ بداية حرب الاستمرار منصب قائد الفرقة الثانية حتى أصيب بجروح بليغة. عـُيين بعد شفائه قائداً لفوج المشاة السابع من الفرقة الثانية. خلال معارك البرزخ الكاريلي تحصل على وسام صليب مانرهايم .
بعد الحرب سلك حياةً مهنية عسكرية نشطة حتى تقاعده في عام 1965.
أدولف إهرنروت هو الوجه والصوت الأكثر ارتباطاً بإعادة تأهيل المقاتلين الذين أنقذوا استقلال فنلندا . انتهت الحقبة الطويلة التي أخذ خلال الاستعداد العسكري قيمة عـُليا في أوائل التسعينات، حينها في أوج شخصيته الكاريزمية.
أصبح رمزاً لكل مجتمع المحاربين القدامى. لما رأى أن كثيراً من الشبان القوميين الكثيرة يذكره كما لو كان آلهة، انتقدهم مباشرة بقوله أن لعله كان لديه في شبابه آراء قومية الخاصة، ولكن مسار فنلندا بات الآن في الاتحاد الأوروبي ، وهي وجهة نظر لم يعتقدها القوميون.
وجد الفنانون المقلدون في أنماط صوته المؤكدة المميزة وزمجراته حلقية بشدة أكثر أرضية غنية للحصاد. فبالنسبة لهم هو واحد من الأصوات التي لا غنى عنها.
قدم في تصريحه الأخير الدعم لجماعة برو كاريليا (منظمة غير حكومية فنلندية) ولسعيها لاستعادت الأقاليم المتنازل عنها. قال بأنه دافع عن حدود فنلندا المعلنة بموجب معاهدة تارتو التي اعتبرها حدود فنلندا الحقيقية وفكان من الظلم الكبير اقتطاع الاتحاد السوفياتي لتلك الأراضي.

## روابط خارجية
- أدولف إهرنروت على موقع IMDb (الإنجليزية)
- أدولف إهرنروت على موقع أوليمبيديا (الإنجليزية)